# Harriet Jacobs
Harriet Jacobs (Edenton, 11 febbraio 1815 – Washington, 7 marzo 1897) è stata una scrittrice statunitense, autrice di Incidents in the Life of a Slave Girl, pubblicato con lo pseudonimo di Linda Brent.

## Biografia

### Schiavitù

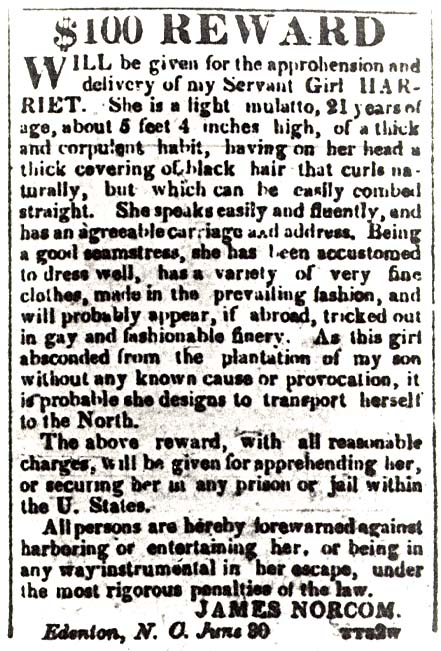
Avviso di ricompensa per il ritorno di Harriet Jacobs

Harriet Jacobs nacque schiava a Edenton, Carolina del Nord, nel 1815 da Elijah Knox e Delilah Horniblow. Harriet ereditò lo status di schiava dai suoi genitori, ma fu fortunata a vivere con entrambi i suoi genitori fino alla morte di sua madre, intorno al 1819, quando Harriet aveva sei anni. In seguito visse con la padrona, che le insegnò a leggere, scrivere e cucire.
Nel 1825 la padrona morì e comandò che la dodicenne Harriet diventasse di proprietà della nipote, il cui padre, James Norcom, divenne così il suo vero padrone. La molestò per quasi dieci anni, rifiutandosi persino di lasciarla sposare con un uomo di colore libero di cui era innamorata. Per avere un po' di sostegno, entrò in una relazione con Samuel Sawyer, che era un uomo bianco libero, avvocato, e che in seguito divenne anche membro della Camera dei rappresentanti. Lei e Sawyer divennero genitori di due bambini, anch'essi di proprietà di Norcom. Quest'ultimo minacciò anche di vendere i bambini nel caso Harriet avesse rifiutato le sue avances sessuali.
Nel 1835 la situazione domestica era diventata ormai insopportabile ed Harriet scappò. Visse per sette anni nascosta sotto il tetto della casa di sua nonna, Molly Horniblow, che era stata liberata pochi anni prima. Solo a volte poteva vedere i suoi figli attraverso un piccolo buco nel tetto. Lo spazio era così piccolo che non poteva stare in piedi, tanto che avrebbe sofferto degli effetti della mancanza di esercizio per molti anni a venire. Per cercare vendetta, Norcom prima gettò i suoi figli e il suo fratello John in prigione e poi li vendette a un mercante di schiavi per separarli per sempre da Harriet. Sawyer sventò il piano di Norcom comprando i tre dal mercante.
Mentre Harriet doveva restare nascosta, Sawyer prese John con sé in un viaggio al nord. John guadagnò la sua libertà abbandonando Sawyer a New York, dove la schiavitù era già stata abolita. Poco dopo, Sawyer mandò sua figlia Louisa Matilda a vivere con i parenti a New York. Aveva chiesto l'approvazione di Jacobs per questo attraverso la mediazione della nonna.

### Libertà

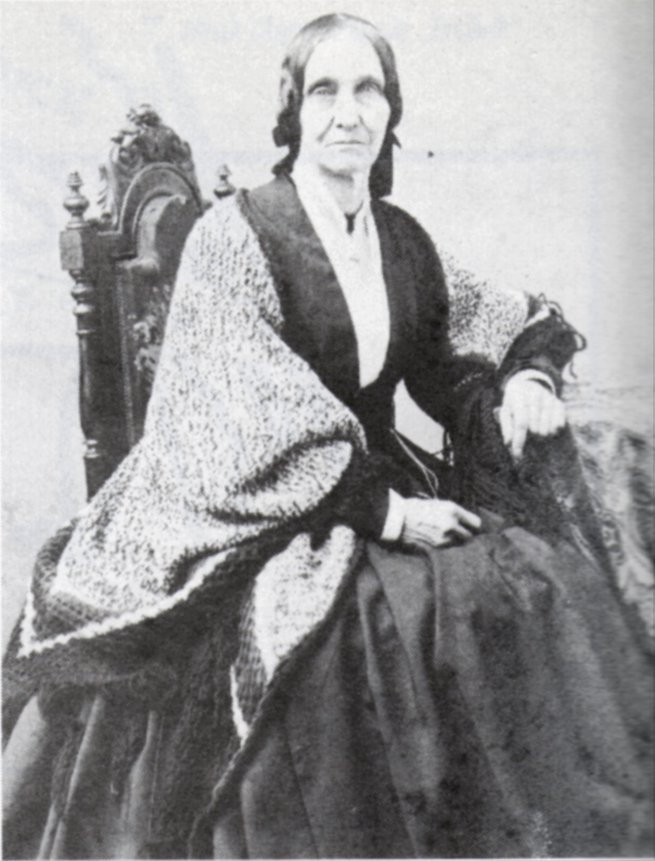
Amy Post

Nel 1842 riuscì a scappare in barca a New York via Filadelfia. Sebbene non fosse referenziata, Mary Stace Willis, la moglie dell'allora famoso scrittore Nathaniel Parker Willis, accettò di assumere Jacobs come bambinaia per la sua bambina Imogen. Le due donne concordarono un periodo di prova di una settimana, non sospettando che il rapporto tra le due famiglie sarebbe durato 75 anni, fino alla morte di Louisa Matilda Jacobs a casa di Edith Willis Grinnell, la figlia di Nathaniel Willis e della sua seconda moglie, nel 1917.
Il suo lavoro con la famiglia Willis terminò bruscamente nell'ottobre del 1843, quando Norcom venne a sapere dove si trovava. Fuggì a Boston con Louisa, dove si riunì con suo fratello John e suo figlio Joseph, che la sua bisnonna aveva mandato a Boston, apparentemente con il permesso di Sawyer. Attraverso John trovò il contatto con il movimento abolizionista intorno a William Lloyd Garrison. Nel 1849 risiedeva a casa di Isaac e Amy Post a Rochester (New York), dove conobbe anche il famoso leader nero Frederick Douglass. Sia Douglass che i coniugi Post non erano solo abolizionisti, ma anche sostenitori del suffragio femminile.
Nel 1850 Jacobs visitò Willis a New York per rivedere la piccola Imogen. La seconda moglie di Willis, Cornelia Grinnell Willis, persuase Jacobs a lavorare di nuovo come bambinaia per la famiglia. La figlia di Norcom, che era ancora proprietaria di Harriet Jacobs secondo la legge degli Stati Uniti, venne a New York nel 1852 per costringere Jacobs a tornare in schiavitù. Cornelia Willis fornì un rifugio per Jacobs con i suoi parenti in Massachusetts. Sebbene Jacobs si fosse espressamente rifiutata di pagare i soldi per la sua libertà, Cornelia Willis pagò 300 dollari per la sua liberazione. Nella sua autobiografia, Jacobs descrive i suoi sentimenti contrastanti: amarezza al pensiero che "un essere umano è stato venduto nella libera città di New York", felicità al pensiero che la sua libertà fosse assicurata, e "amore" e "gratitudine" per Cornelia Willis.

### Incidents in the Life of a Slave Girl

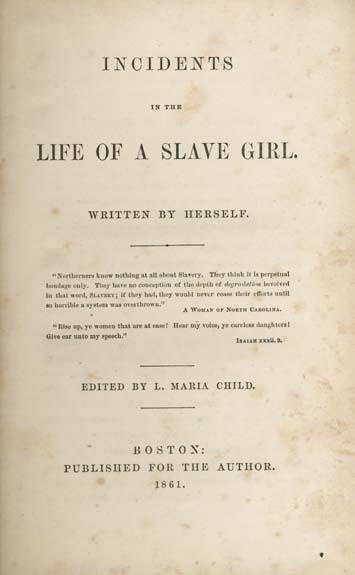
Copertina di Incidents in the Life of a Slave Girl (1861)

Durante il suo soggiorno a Rochester, Jacobs aveva guadagnato abbastanza fiducia in Amy Post da poterle raccontare la sua storia. Post descrisse in seguito quanto sia stato difficile per Jacobs raccontare le sue esperienze perché raccontando riviveva il suo dolore. Alla fine del 1852 o all'inizio del 1853 Amy Post suggerì all'amica di pubblicare la sua storia. Suo fratello l'aveva esortata da tempo a farlo, e lei stessa si sentiva obbligata per contribuire all'abolizione della schiavitù e salvare così altri da un destino simile. Ma Jacobs aveva violato la morale generalmente accettata all'epoca - anche da lei stessa - coltivando una relazione illegittima con Sawyer. Nonostante il trauma e il pudore, Jacobs decise finalmente di accettare il suggerimento di Post. La sua lettera a Post, che descrive questa lotta con sé stessa, è stata conservata.
Jacobs scrisse Incidents in the Life of a Slave Girl nelle notti dopo le estenuanti giornate di lavoro nella casa di Willis sul Fiume Hudson.
La casa editrice Thayer and Eldridge di Boston accettò di stampare l'intera opera, a patto che Jacobs convincesse Lydia Maria Child a scrivere una prefazione. Child curò la pubblicazione del libro e venne presentata a Jacobs. Le due donne rimasero in contatto per molto tempo. Thayer and Eldridge dichiararono bancarotta prima che l'opera potesse essere pubblicata. Solo nel 1861 Jacobs riuscì a stampare il suo libro tramite una casa editrice di Boston.
Il racconto era impostato in modo da ottenere l'attenzione delle donne bianche, cristiane appartenenti al ceto medio nel Nord, focalizzandosi specialmente sull'impatto della schiavitù sulla castità delle donne. Da schiave, le donne erano virtualmente indifese dalla violenza e dallo stupro – rischio che le donne cristiane potevano percepire come una tentazione della lussuria maschile.
Harriet Jacobs criticava la religione degli Stati Uniti del Sud perché riteneva che perseguisse valori non così cristiani quanto voleva far sembrare, ed enfatizzava il valore dei soldi (“andrò all'inferno, seppellite i miei soldi con me" dice un padrone brutale e maleducato).
Gran parte di Incidents in the Life of a Slave Girl è dedicato alla lotta della Jacobs per liberare i figli dopo la sua fuga. Cambiò il nome di tutti i personaggi del libro, compreso il suo, per nascondere le vere identità; nonostante i documenti di autenticità, il libro è stato più volte accusato di essere un'opera di pura fantasia. Le lettere e le note di James Norcom rivelano lo stesso carattere che Jacobs attribuisce al padrone cattivo, "Dr. Flint".
La corrispondenza con Child rivela il suo entusiasmo per la proclamazione dell'emancipazione nel 1862, in quanto sentì che la sua gente era finalmente libera. Il tredicesimo emendamento della Costituzione degli Stati Uniti del 1865 avrebbe infatti messo fine alla schiavitù.
Incidents in the Life of a Slave Girl è stato tradotto in lingua italiana da Sara Antonelli e pubblicato col titolo Vita di una ragazza schiava: raccontata da lei medesima da Donzelli Editore nel 2004 e dalla Feltrinelli nel 2023. Una traduzione a cura di Livio Crescenzi e Ursula Miotto è stata pubblicata da Mattioli 1885 nel 2022 col titolo Voi donne e uomini liberi: episodi della Vita di una ragazza schiava.

### Aiuto per fuggitivi e ultimi anni

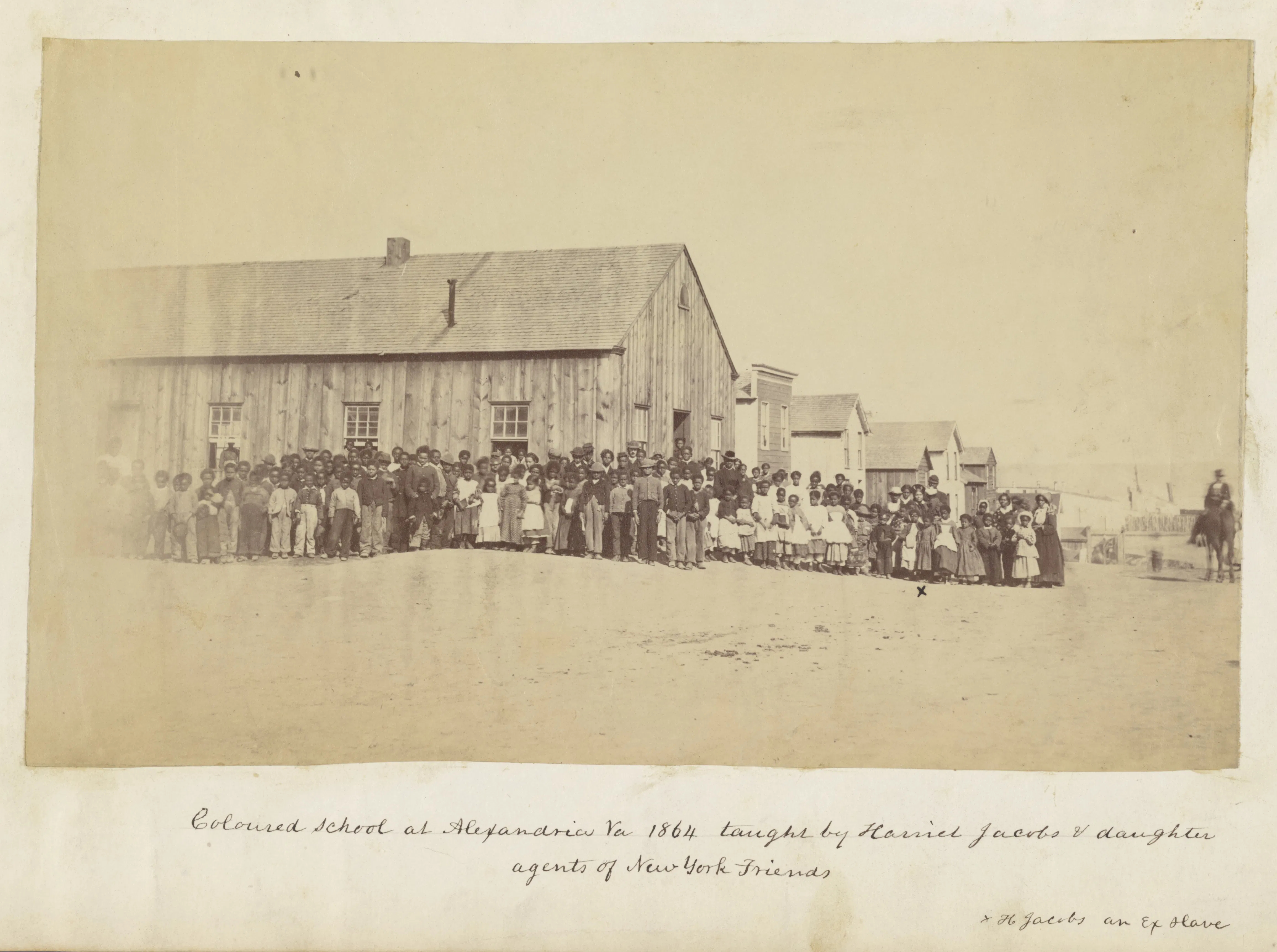
Harriet Jacobs con gli studenti della "Scuola Jacobs" nel 1864.

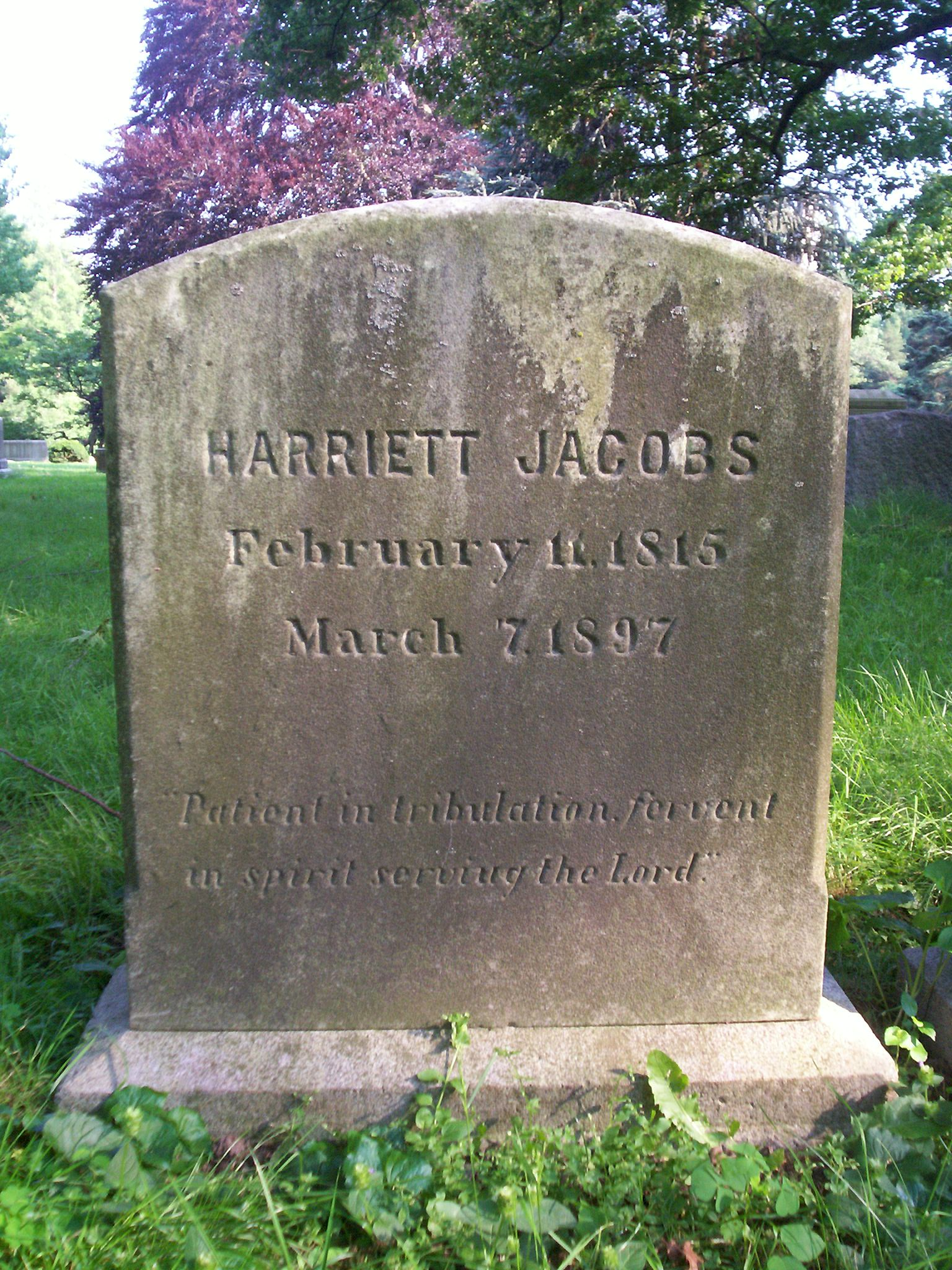
Tomba di Harriet Jacobs al Mount Auburn Cemetery

Pochi mesi dopo la pubblicazione del suo libro, nell'aprile 1861, iniziò la Guerra di secessione. Nel 1862 si recò ad Alexandria, una città del sud occupata dall'esercito dell'Unione, per aiutare gli schiavi in fuga che vi si radunavano in cerca di protezione e libertà. Sebbene avesse pubblicato il suo libro con uno pseudonimo, era ampiamente conosciuta come autrice nei circoli abolizionisti. Pertanto, poté contare su un sostegno per il suo lavoro di soccorso. Con l'aiuto di sua figlia, fondò una scuola chiamata "Jacobs School" (Scuola Jacobs).
Jacobs visse i suoi ultimi anni a Washington. Morì il 7 marzo 1897 e, sei giorni dopo, fu sepolta al Mount Auburn Cemetery di Cambridge. La sua lapide recita: “Paziente nelle tribolazioni, fervente nello spirito servendo il Signore”.